# Brachymyrmex fiebrigi
Brachymyrmex fiebrigi é uma espécie de inseto do gênero Brachymyrmex, pertencente à família Formicidae.
Além da subespécie padrão (Brachymyrmex fiebrigi fiebrigi), há também as subespécies Brachymyrmex fiebrigi funicularis, descrita por Santschi em 1922, e a Brachymyrmex fiebrigi fumidus, também descrita por Santschi no ano seguinte.